# 萬代峡

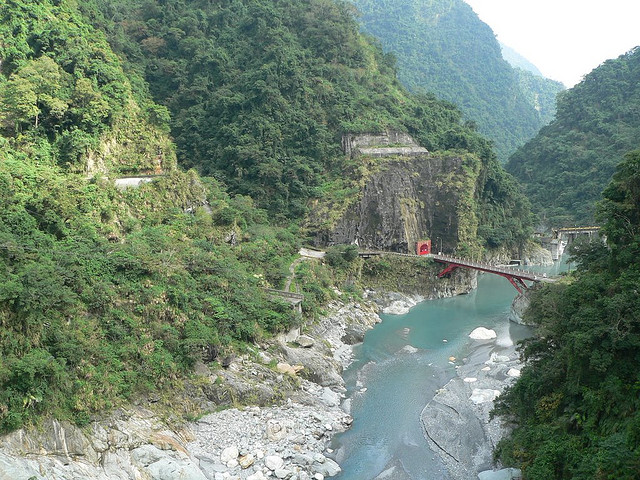
萬代峡・龍澗橋付近

萬代峡（ばんだいきょう）は、台湾花蓮県秀林郷にある木瓜渓上流の峡谷で、観光地である。

## 概要
木瓜渓上流の龍澗（瀧見）から銅門までの区間にあたる。見返トンネルという覆道がある。